# Filip V Hiszpański
Filip V (ur. 19 grudnia 1683 w Wersalu, zm. 9 lipca 1746 w Madrycie) – król Hiszpanii z dynastii Burbonów panujący w latach 1700–1724 i 1724–1746 (w 1724 abdykował na rzecz swojego syna Ludwika I, po jego śmierci wrócił na tron).
Syn delfina Francji Ludwika, który z kolei był pierwszym synem króla Francji Ludwika XIV i Marii Teresy, córki króla Hiszpanii Filipa IV.

## Książę Andegawenii
Filip urodził się w Wersalu w 1683 r. i od urodzenia nosił tytuł księcia Andegawenii. Był drugim synem Ludwika Wielkiego Delfina, następcy tronu Francji, najstarszego syna króla Ludwika XIV i Marii Teresy Habsburg, córki króla Hiszpanii Filipa IV. Matką księcia Andegawenii była Maria Anna Wittelsbach, córka księcia-elektora Bawarii Ferdynanda Marii.
Królem Hiszpanii był wówczas zdeformowany wielopokoleniowym kazirodztwem i upośledzony umysłowo Karol II Habsburg. Miał dwie żony, ale z żadną z nich nie doczekał się potomstwa. Pod koniec wieku XVII było jasne, że na nim wygaśnie linia Habsburgów hiszpańskich. Otwartą kwestią było następstwo po Karolu. Początkowo udało się osiągnąć konsensus, polegający na uznaniu za następcę Karola księcia bawarskiego Józefa Ferdynanda, przy czym dwaj pozostali chętni na hiszpańskie dziedzictwo, król Ludwik i cesarz Leopold I Habsburg, mieli otrzymać części hiszpańskiego terytorium. Jednak sprzeciw Hiszpanów i nagła śmierć Józefa Ferdynanda w 1699 r. postawiła sprawę sukcesji ponownie pod znakiem zapytania.
Cesarz Leopold forsował kandydaturę swojego młodszego syna, arcyksięcia Karola. Ludwik chciał wysunąć kandydaturę jednego ze swoich młodszych wnuków, który zrzekłby się jednocześnie praw do tronu Francji (połączenie koron francuskiej i hiszpańskiej, jak również hiszpańskiej i cesarskiej, zagrażało równowadze europejskiej). Kandydatów było dwóch – Filip d’Anjou i Karol de Berry. Po długich naradach ostatecznie Wielki Delfin opowiedział się za Filipem. W zamysłach Ludwika to on był następcą tronu Hiszpanii, dzięki jego małżeństwu z Marią Teresą.
Austriacy negowali prawa Filipa do tronu, twierdząc, że Maria Teresa, wychodząc za Ludwika, zrzekła się praw do hiszpańskiego tronu. Francuzi nie negowali tego faktu, ale zwracali uwagę, że ich pretensje opierają się na fakcie, że Marii Teresie nigdy nie wypłacono posagu.
Tymczasem na hiszpańskim dworze rozpoczęły się zabiegi o to, by  umierający Karol uczynił  Filipa swoim spadkobiercą. Kandydaturze francuskiego księcia sprzyjała Rada Stanu (uchwaliła ona nawet następstwo tronu dla Filipa) i papież Innocenty XII. Ostatecznie Karol podpisał 2 października 1700 r. testament na rzecz Filipa. Nie obyło się bez podejrzeń, że został on sfałszowany przez partię profrancuską. Karol zmarł 1 listopada 1700 r. Kiedy Ludwik dowiedział się o postanowieniach testamentu, wypowiedział słynne słowa: Il n’y a plus de Pyrenées (Pireneje przestały istnieć).
Przekazanie korony hiszpańskiej księciu Andegawenii, teraz już arcykatolickiemu królowi Filipowi V, przyjęto z entuzjazmem zarówno w Paryżu, jak i Madrycie. Pewien hiszpański szlachcic powiedział przy tej okazji do austriackiego ambasadora: Jest dla mnie największą przyjemnością i satysfakcją całego życia, że opuszczam słynną austriacką dynastię.

## Sukcesja hiszpańska
Kiedy Rada Państwa zaakceptowała testament Karola, hiszpański ambasador w Paryżu został wysłany na audiencję u swojego nowego monarchy. Wygłosił przy tym długą orację w języku hiszpańskim, którego Filip nie rozumiał. Rychło jednak wyruszył objąć tron w Madrycie. Ludwik, mimo że obiecywał wcześniej oddać Włochy Habsburgom austriackim, teraz dążył do utrzymania w całości hiszpańskiego dziedzictwa. W lutym 1701 r. rozdrażnił cesarza, wprowadzając francuskie garnizony do Mediolanu. W tym samym czasie złamał postanowienia traktatu z Rijswijk z 1697 r., usuwając załogi holenderskie z „Twierdz bariery”. Hiszpania przyznała też Francji monopol na handel niewolnikami z hiszpańskimi koloniami. To zirytowało państwa kupieckie (tj. Holandię i Anglię). Równocześnie Ludwik wydał patent zapewniający Filipowi i jego potomkom prawa do tronu Francji.
7 września 1701 r. Anglia i Holandia zawarły z cesarzem porozumienie w Hadze. Przewidywało ono rozdział korony Francji i Hiszpanii, przekazanie posiadłości hiszpańskich we Włoszech Habsburgom i uczynienie z Belgii bariery między Francją a Holandią. Ludwik odrzucił te warunki. 16 września posunął się do proklamowania syna jakobickiego pretendenta do tronu Anglii i Szkocji królem Jakubem III. To wywołało wściekłość w Anglii. 15 maja 1702 r. Anglia i Holandia wypowiedziały wojnę Francji i Hiszpanii. Po ich stronie stanęła Dania oraz większość książąt Rzeszy. Rozpoczęła się wojna o sukcesję hiszpańską.

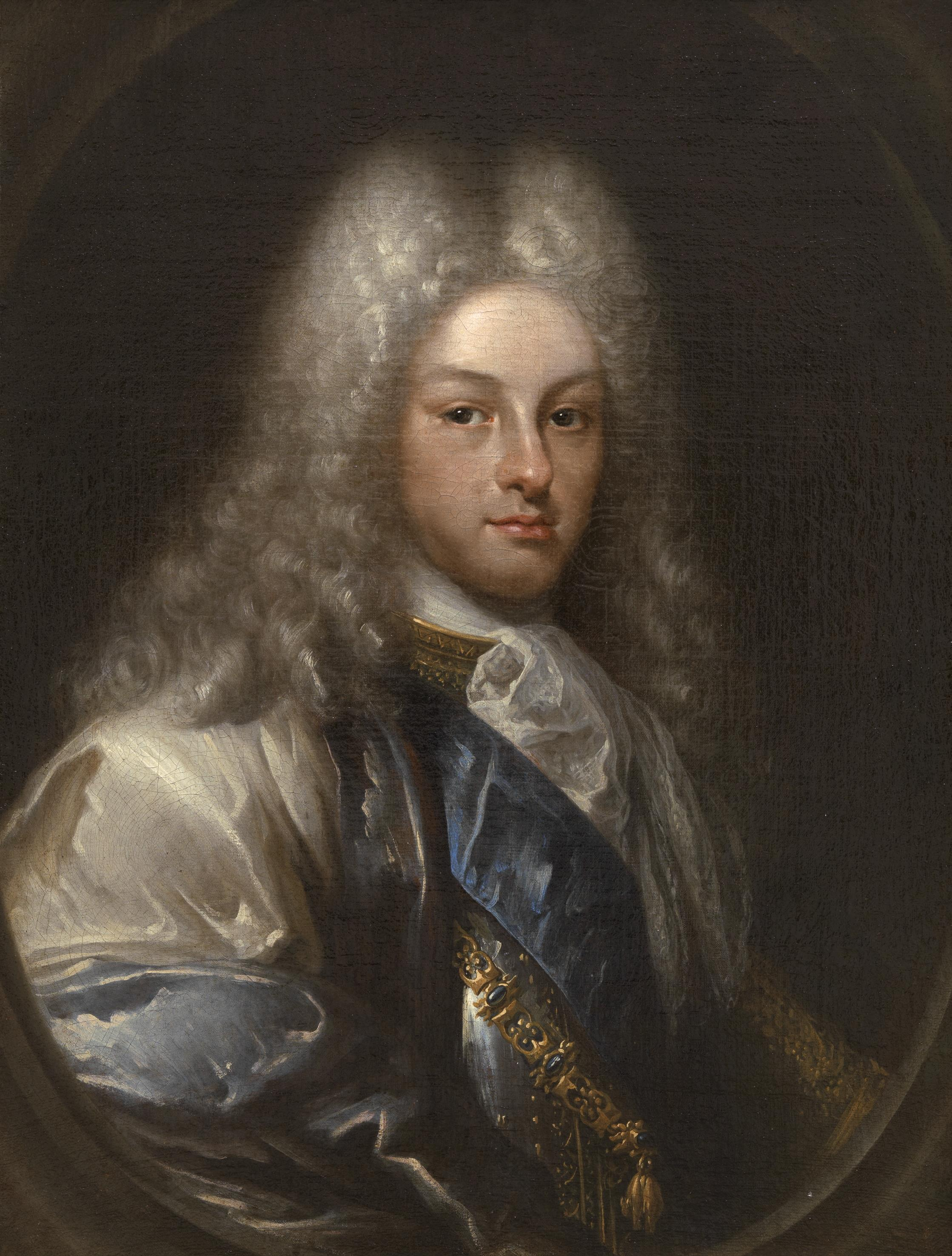
Filip V

W tym czasie młody Filip przy pomocy francuskich doradców próbował przywrócić ład w swoim nowym królestwie. Armia hiszpańska jednak praktycznie nie istniała i do końca wojny nie odegrała znaczącej roli. W nowym konflikcie Francja była więc faktycznie osamotniona. Początkowo jednak właśnie do niej należała inicjatywa. Wszystko zmieniło się 13 sierpnia 1704 r., kiedy w bitwie pod Blenheim dwaj wybitni wodzowie koalicji, książę Eugeniusz Sabaudzki i John Churchill, 1. książę Marlborough, powstrzymali francuską ofensywę w Bawarii.
W tym samym roku alianci proklamowali arcyksięcia Karola królem Hiszpanii Karolem III. Pretendent wylądował w Lizbonie i na czele angielsko-portugalskich wojsk ruszył w głąb kraju. Odparty spod Madrytu przez marszałka Berwicka znalazł poparcie w separatystycznie nastawionej Katalonii i usadowił się w Barcelonie (rok 1705). Dopiero w 1706 r. pretendent (zwany w Hiszpanii Don Carlosem) zebrał odpowiednie siły do kontynuowania wojny. 28 czerwca wkroczył do Madrytu. Jego łupem padła również Saragossa. Filip musiał uciekać do Burgos. Don Carlos nie zyskał jednak sympatii Kastylijczyków, którzy rozpętali przeciwko jego siłom wojnę partyzancką (guerillę). W efekcie już w sierpniu 1706 r. Filip V mógł wrócić do swojej stolicy.
Rok 1707 to dalsze sukcesy Francuzów. Berwick pokonał koalicję pod Almansą oraz odbił Walencję i Saragossę. Wprawdzie w 1710 r. Don Carlos ponownie zajął Madryt, ale i tym razem guerilla zmusiła go do odwrotu. Ostatecznie pretendent utrzymał się tylko w Katalonii. Można powiedzieć, że ta partyzancka wojna w znacznej mierze zadecydowała o losie Hiszpanii.

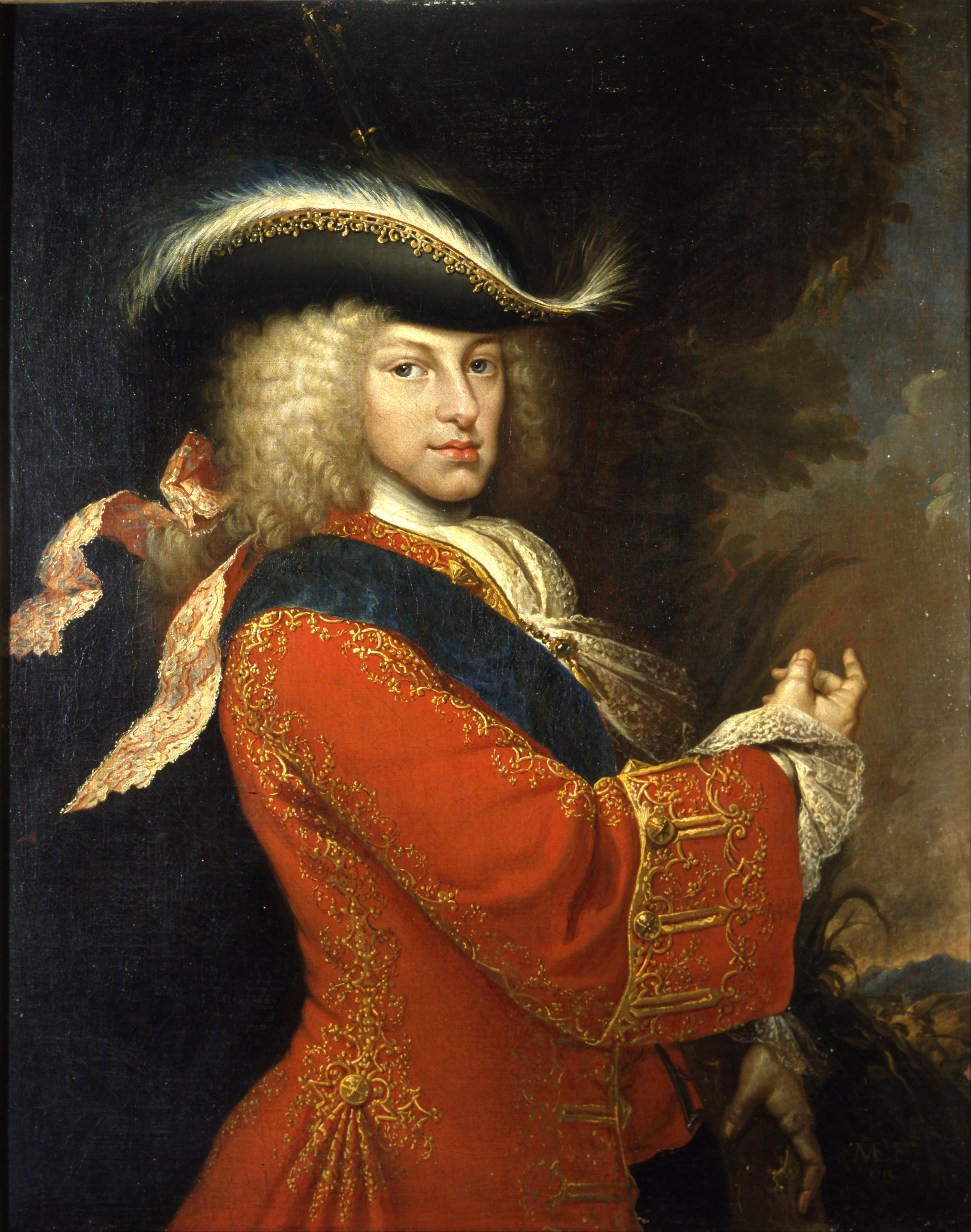
Król Filip V

1708 r. to czas sukcesów koalicji. Jej wojska opanowały prawie całe hiszpańskie Niderlandy, Anglicy zajęli Minorkę i Sardynię, a ich flota panowała na Morzu Śródziemnym. Austriacy kontrolowali Włochy. Potem przyszła straszna zima z 1708 na 1709 r., która ciężko doświadczyła wyniszczoną wojną Francję. Żołnierze marli z głodu i zimna, a Ludwik, aby móc dalej płacić żołd, oddał do mennicy swoją złotą zastawę. Wiosną 1709 r. alianci ruszyli na Paryż. 11 września 1709 r. pod Malplaquet drogę zagrodził im marszałek Claude de Villars. Po morderczej bitwie Villars został zmuszony do odwrotu, ale większość ofiar tej bitwy stanowili żołnierze alianccy. Ofensywa została zatrzymana.
Rok następny przyniósł sukcesy Francuzów w Hiszpanii oraz narastające napięcia w koalicji. Między Don Carlosem, a jego bratem Józefem, od 1705 r. cesarzem, narastał konflikt o posiadłości włoskie. Holendrzy kłócili się z Don Carlosem o Belgię. W Anglii ogromne straty w kolejnych bitwach oraz korupcja prowojennych dygnitarzy zwróciła przeciw nim opinię publiczną. W 1710 r. upadł prowojenny rząd wigów, a władzę objęli torysi, którzy opowiadali się za pokojem. W 1711 r. zmarł bezpotomnie cesarz Józef i jego następcą został Don Carlos, jako Karol VI. Perspektywa połączenia koron cesarskiej i hiszpańskiej również była dla większości Europy nie do przyjęcia. Rokowania ruszyły pełną parą.
11 kwietnia 1713 r. Francja, Anglia, Holandia, Prusy, Portugalia i Sabaudia podpisały pokój w Utrechcie. Hiszpania podpisała traktaty pokojowe ze stronami pokoju utrechckiego w latach 1713–1715. Na mocy tych porozumień Filip otrzymywał Hiszpanię i jej kolonie. Hiszpańskie Niderlandy, Mediolan, Mantua oraz królestwo Neapolu przypadały Karolowi VI. Sycylię otrzymał książę Sabaudii Wiktor Amadeusz II. Anglicy zatrzymywali Gibraltar i Minorkę oraz otrzymali dwa przywileje handlowe navío de permiso (prawo do wysyłania jednego statku handlowego wyporności 500 ton rocznie) i asiento de negros (30-letnia wyłączność na dostarczanie niewolników z Afryki do Ameryki). Ludwik zrzekał się swoich praw do sukcesji hiszpańskiej, a Filip do sukcesji francuskiej.

## Polityka włoska

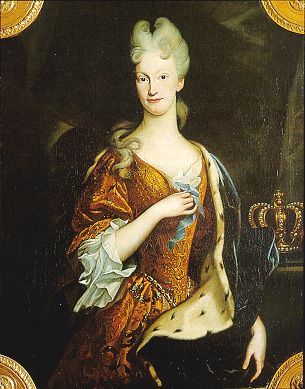
Elżbieta Farnese

Traktaty z lat 1713–1715 nie zakończyły konfliktu Filipa V z Karolem VI. Dawny Don Carlos nie zrzekł się praw do hiszpańskiego tronu. Na jego dworze przebywali uchodźcy z Hiszpanii, a wielkie wpływy miała tzw. hiszpańska rada. Z kolei Filip nie zrzekł się swoich praw do posiadłości włoskich. W dążeniach do ich odzyskania umacniała Filipa jego druga żona, Elżbieta Farnese, i jej faworyt, kardynał Giulio Alberoni, pierwszy minister Hiszpanii. Filip miał dwóch synów z pierwszego małżeństwa (Ludwika i Ferdynanda), więc Elżbieta widziała przyszłość swojego pierworodnego Karola tylko we Włoszech. Tam wygasały zaś dwa książęce rody – Farnese w Parmie i Medyceusze w Toskanii. Filip przystąpił więc do gry o Italię.
Korzystając z zaangażowania cesarza w wojnę z Turcją w 1717 r., flota hiszpańska niespodziewanie zajęła Sardynię. Alberoni wystawił wielką flotę, liczącą ponad 300 okrętów. W czerwcu 1718 r. hiszpański desant opanował Sycylię. Na tym jednak sukcesy Hiszpanów się zakończyły. Cesarz zawarł pokój z Turcją i podpisał przymierze z Francją (gdzie po śmierci Ludwika XIV w 1715 r. władzę objął regent Filip II Burbon-Orleański), Anglią i Holandią. 11 sierpnia 1718 r. Anglicy rozbili flotę hiszpańską pod Passero. W 1719 r. amia francuska pod wodzą Berwicka (tego samego, który walczył po stronie Filipa podczas wojny o sukcesję) wkroczyła do Hiszpanii.
Filip musiał się ugiąć. Oddalił Alberoniego i przystąpił do anglo-francusko-cesarsko-holenderskiego porozumienia. W 1720 r. zadecydowano, że Wiktor Amadeusz II otrzyma Sardynię w zamian za Sycylię, która przypadnie cesarzowi. Karol VI uznał Filipa królem Hiszpanii. Książę Karol Hiszpański uzyskał potwierdzenie swych praw do Parmy i Toskanii. Filip uznał również prawa regenta Orleańskiego do tronu Francji. Kością niezgody pozostała sprawa Gibraltaru, z którego Anglicy nie zamierzali rezygnować. Cesarz nie wpuszczał natomiast księcia Karola do Włoch.
W 1727 r. wybuchła wojna hiszpańsko-angielska. Hiszpanie bezskutecznie oblegali Gibraltar. Rokowania nie przyniosły rezultatów. W 1731 r. zmarł ostatni książę Parmy i Karol VI zajął księstwo jako lenno cesarskie. Alianci załagodzili sytuację, ale tylko na krótką metę. Podczas wojny o sukcesję polską udało się odnieść pewne sukcesy we Włoszech. Wprawdzie księstwa Parmy i Toskanii pozostały przy cesarzu, ale królestwa Neapolu i Sycylii otrzymał Karol Hiszpański jako secundogeniturę hiszpańskich Burbonów.
Sprawy włoskie powróciły jeszcze w 1740 r., po wybuchu wojny o sukcesję austriacką. Hiszpania silnie zaangażowała się w wojnę, odnosząc pewne sukcesy. W czasie trwania działań wojennych, w 1746 r., zmarł król Filip. Wraz z jego śmiercią upadły wpływy Elżbiety Farnese na madryckim dworze i Hiszpania przestała przykładać tak dużą wagę do spraw włoskich.

## Sprawy wewnętrzne
Obejmując rządy w Hiszpanii, Filip zastał kraj rozrywany partykularyzmami dzielnicowymi, bez wojska i z dziurawym skarbem. Społeczeństwo było pogrążone w marazmie. Nastąpił rozrost biurokracji. Wewnątrz kraju mało było dróg, wiele za to komór celnych. Każda prowincja była inaczej zorganizowana, każda płaciła inne podatki. Hiszpania jak powietrza potrzebowała reform.
Ludwik XIV przykazał ruszającemu do Hiszpanii wnukowi, aby szanował miejscowe obyczaje. W rzeczy samej Filip rychło stał się „dobrym Hiszpanem”. Wielki dewot, często popadający w melancholię i hipochondrię, przychylnym okiem patrzył na rosnące znaczenie duchowieństwa w życiu Hiszpanii. Często asystował z trybuny przy auto-da-fé, które uważał za „budującą ceremonię religijną”. Udało mu się również zdobyć serca Kastylijczyków swoją postawą podczas wojny. Przede wszystkim panowanie Filipa to początek reform w Hiszpanii. Przybywając z Francji na czele francuskiego wojska, Filip przywiózł ze sobą również francuskich doradców, którzy, wypełniając rozkazy Ludwika XIV, przystąpili do reformowania Hiszpanii.

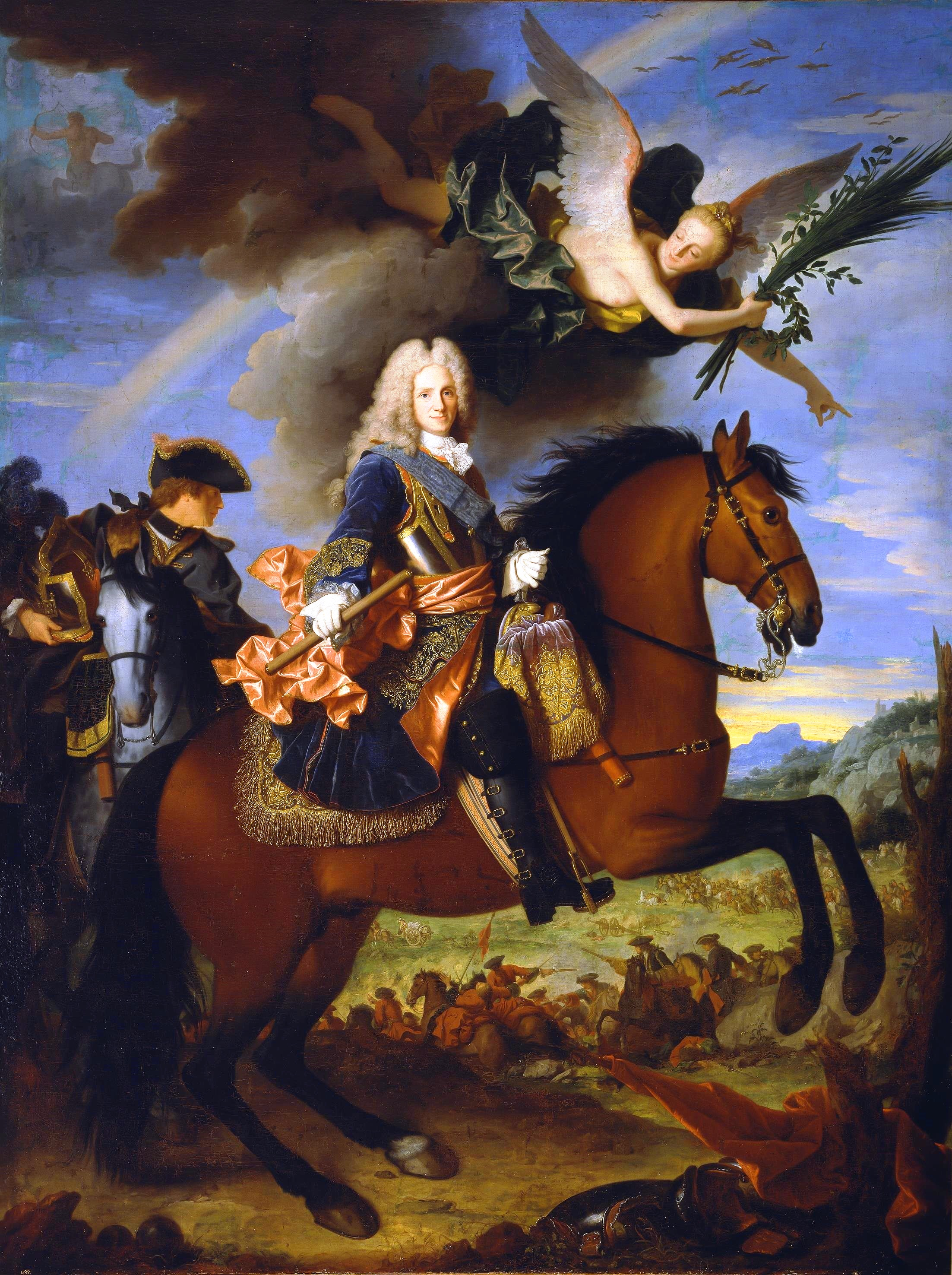
Filip V Burbon

Podczas pierwszych lat panowania Filip praktycznie nie rządził. O sprawach personalnych decydowała dama dworu jego pierwszej żony, Marii Ludwiki Sabaudzkiej, księżna Ursinos. Zarząd wewnętrzny podlegał francuskim doradcom. Głównym administratorem Hiszpanii został wytrawny biurokrata Jean Orry. Zreorganizował on rząd na wzór francuski. Ustanowił generalnego kontrolera finansów i czterech sekretarzy stanu (wojny, marynarki, spraw zagranicznych i kościelnych, sprawiedliwości). Rada Kastylii została podzielona na wyspecjalizowane izby. Utworzono skarb centralny, z odpowiednim aparatem urzędniczym w terenie. Tym sposobem uzyskano fundusze na wojsko. W 1711 r. armia hiszpańska liczyła 100 batalionów piechoty i 20 000 żołnierzy kawalerii.
Postawa prowincji podczas wojny sukcesyjnej przyczyniła się do unifikacji kraju. W 1707 r. zniesiono odrębne prawa dla Aragonii i Walencji. Rok później zniesiono bariery celne między Kastylią i Aragonią, a także wprowadzono w tych prowincjach jednolity system podatkowy. W 1714 r. Berwick zdobył Barcelonę. Katalonia zapłaciła cenę za swoje separatystyczne dążenia. Zniesiono katalońskie Kortezy, wprowadzono kastylijskie prawa i język hiszpański jako język urzędowy. Filip, wzorem swojego dziadka, popierał biurokratyczny centralizm i gospodarczy merkantylizm. Zakładał królewskie manufaktury, a w San Ildefonso chciał utworzyć nowy Wersal.
Rządy Orry’ego dobiegły końca w 1714 r., kiedy został on odesłany do Francji. Dominującą pozycję na dworze uzyskała druga żona Filipa, ambitna i energiczna Elżbieta Farnese, i jej faworyt Alberoni. Filip coraz bardziej pogrążał się w melancholii. W 1724 r. abdykował nawet na rzecz swojego najstarszego syna, Ludwika I. Po rychłej śmierci tegoż jeszcze w tym samym roku Filip powrócił na tron, ale nie zajmował się sprawami państwa. W 1737 r. na zaproszenie Elżbiety na dwór madrycki przybył słynny kastrat Farinelli. Zdobył on wielki wpływ na Filipa. Król nie mógł usnąć, dopóki Farinelli nie odśpiewał mu przed snem czterech arii operowych.
Impuls nadany hiszpańskiej administracji przez Orry’ego utrzymywał się. Wzmacniała się pozycja sekretarzy stanu. Liczne rady królewskie zostały podporządkowane Radzie Kastylii i Radzie Indii. Wicekrólowie ustępowali miejsca kapitanom generalnym. Proces unowocześniania Hiszpanii był jednak powolny. Brakowało wykwalifikowanych kadr, a wiele starych urzędów pozostało i stawiało opór modernizacji.
Alberoni jako pierwszy minister znosił cła wewnętrzne, powołał Kolegium Morskie w Kadyksie, budował arsenały i flotę wojenną. Zostanie ona wprawdzie zniszczona w 1718 r. w bitwie z Anglikami, ale Hiszpania nie zapomni już o utrzymywaniu potęgi morskiej. Jeden z następców Alberoniego (usuniętego w 1725 r.), baron Ripperda, z pochodzenia Holender, popierał manufaktury i handel, planował również założenie Banku Hiszpańskiego. Jego plany przejął José Patiño. W latach 1726–1727 zreformował on strukturę hiszpańskiego handlu kolonialnego. Przeniósł z Sewilli do Kadyksu Izbę Handlową Indii. Założył liczne kompanie do handlu z Antylami, Wenezuelą i Filipinami. Zakładał nowe porty, stocznie i arsenały, zarówno w metropolii, jak i w koloniach. Dochody ze skarbu wzrosły w latach 1700–1737 ze 140 do 200 milionów realów.
Przystąpiono również do zwalczania angielskiej kontrabandy na Karaibach. W 1739 r. wywołało to wojnę o ucho Jenkinsa, podczas której okazało się, że Hiszpania jest w stanie z powodzeniem odeprzeć brytyjski atak na swoje kolonie w Indiach Zachodnich. W 1732 r. Hiszpania wysłała na Morze Śródziemne 500 okrętów w celu zdobycia Oranu. Hiszpania z powrotem stała się wielkim graczem międzynarodowej polityki.

## Życie prywatne

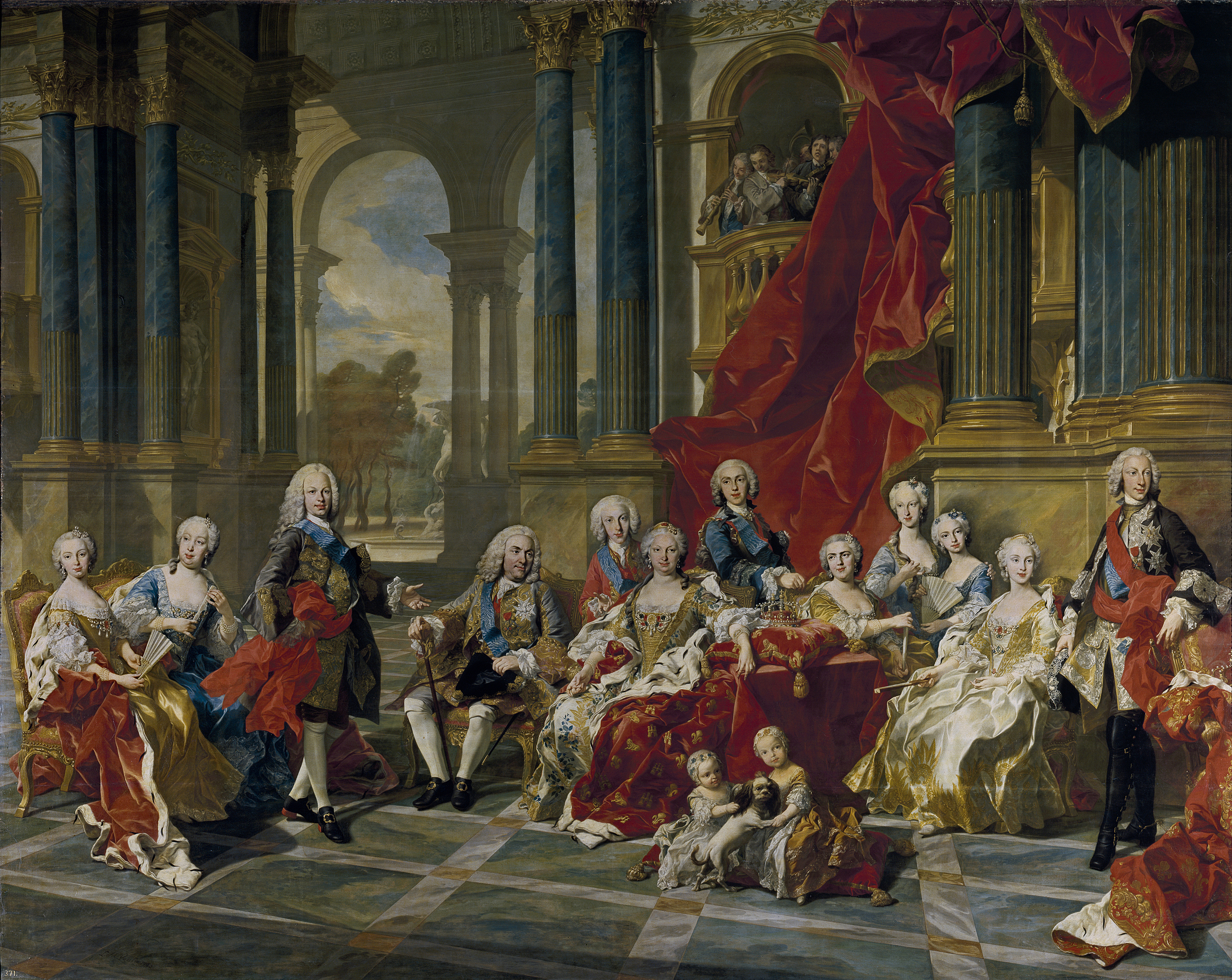
Rodzina Filipa V pędzla Van Loo; Filip V – czwarty z lewej

2 listopada 1701 r. w Figueras poślubił Marię Ludwikę Sabaudzką (17 września 1688 – 14 lutego 1714), córkę księcia Sabaudii – Wiktora Amadeusza II i Marii Anny, córki księcia Filipa I Orleańskiego. Filip i Maria mieli razem czterech synów:
- Ludwik I (25 sierpnia 1707 – 31 sierpnia 1724), król Hiszpanii
- Filip Ludwik (2–8 lipca 1709)
- Filip Piotr Gabriel (7 czerwca 1712 – 29 grudnia 1719), infant Kastylii
- Ferdynand VI (23 września 1713 – 10 sierpnia 1759), król Hiszpanii

24 grudnia 1714 r. w Maladze poślubił Elżbietę Farnese (25 października 1692 – 11 lipca 1766), córkę księcia Parmy Edwarda II Farnese i Doroty Zofii Wittelsbach, córki elektora Palatynatu Filipa Wilhelma. Filip i Elżbieta mieli razem czterech synów i trzy córki:
- Karol III (20 stycznia 1716 – 14 grudnia 1788), król Hiszpanii
- Franciszek (21 marca – 21 kwietnia 1717)
- Marianna Wiktoria (31 marca 1718 – 15 stycznia 1781), żona króla Portugalii Józefa I
- Filip (15 marca 1720 – 18 lipca 1765), książę Parmy, założyciel linii Bourbon-Parma
- Maria Teresa Rafaela (11 czerwca 1726 – 22 lipca 1746), żona Ludwika Ferdynanda, delfina Francji, miała dzieci
- Ludwik Antoni (25 lipca 1727 – 7 sierpnia 1785), arcybiskup Toledo, prymas Hiszpanii, od 1735 r. kardynał. W 1754 zrzekł się swoich godności kościelnych i został księciem Chinchón. W 1776 poślubił Maríę Teresę de Vallabriga y de Rozas (przejął jej tytuły)
- Maria Antonia Ferdynanda (17 listopada 1729 19 września 1785), żona Wiktora Amadeusza III, króla Sardynii, miała dzieci